# Норахта
Норахта (*бірм. ငတုံအနော်ရထာ, д/н — 18 серпня 1696) — 28-й володар М'яу-У в серпні 1696 року.

## Життєпис
Син Сандатурії. Відомостей про нього обмаль.  Разом з батьком брав участь у боротьбі за владу з лідерами каман (палацовою гвардією з лучників). 1696 року батько загинув, владу перебрав Норахта. Але вже за підтримки каман через 2 тижні був повалений Маюппією, що став новим володарем.